# Torsten Löfgren
Torsten Einar Löfgren, född 21 augusti 1886 i Värmskogs församling i Värmlands län, död 22 februari 1966 i Oscars församling i Stockholms stad, var en svensk ämbetsman.

## Biografi
Löfgren avlade juris kandidat-examen vid Uppsala universitet 1909 och blev extra ordinarie notarie i Svea hovrätt samma år. Han tjänstgjorde i Civildepartementet 1913–1920: som amanuens 1913–1918 och som förste kanslisekreterare 1918–1920. Åren 1920–1938 tjänstgjorde han vid Kommunikationsdepartementet: som förste kanslisekreterare 1920–1926, som tillförordnat kansliråd 1920–1926, som kansliråd 1926–1929, som tillförordnad expeditionschef 1927–1929 och som expeditionschef 1929–1938. Löfgren var landshövding i Jämtlands län 1938–1954.
Löfgren var därtill sekreterare hos delegationen för staten och Stockholms stad för förhandlingar i Stockholms bangårdsfråga 1919–1923 och sekreterare hos byggnadsstyrelsesakkunniga 1923–1924 samt ordförande i 1936 års klassificeringskommitté, 1937 års civilflygutredning, 1938 års personalkommitté vid Statens Järnvägar, 1939 års högertrafikutredning, 1944 års trafiksakkunniga och 1953 års civilförsvarsutredning. Han var styrelseledamot i Svenska trafikförbundet 1935–1956 och ordförande i Nationalföreningen för trafiksäkerhetens främjande 1953–1957.
Torsten Löfgren var son till överstelöjtnant Frithiof Löfgren och Lilly Granström. Han gifte sig 1936 med Elsa Anrep (1903–1974). Makarna Löfgren är begravda på Värmskogs kyrkogård.

## Utmärkelser
- Riddare av Nordstjärneorden, 1925.[5]
- Kommendör av andra klassen av Nordstjärneorden, 6 juni 1931.[6]
- Kommendör av första klassen av Nordstjärneorden, 6 juni 1934.[7]
- Kommendör med stora korset av Nordstjärneorden, 6 juni 1950.[8]